# Gbi (peuple)
Pour les articles homonymes, voir Gbi.
Les Gbi sont un peuple d'Afrique de l'Ouest établi au Liberia, au sud du comté de Nimba. On les considère comme proches des Bassa.

## Langue
Leur langue est le gbi (ou gbii), une langue kru dont le nombre de locuteurs était estimé à 5 600 en 1991.

## Culture

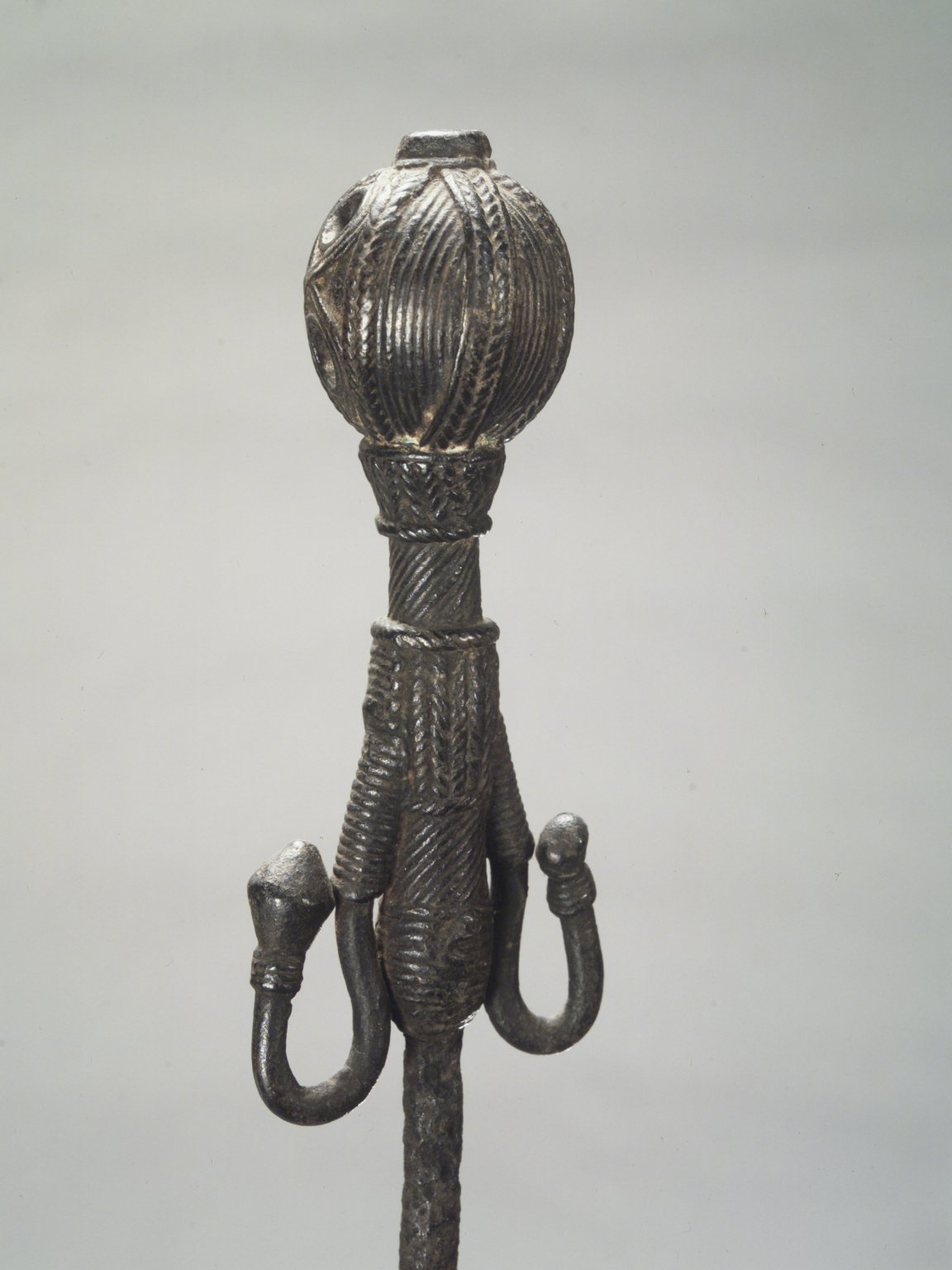
Sceptre
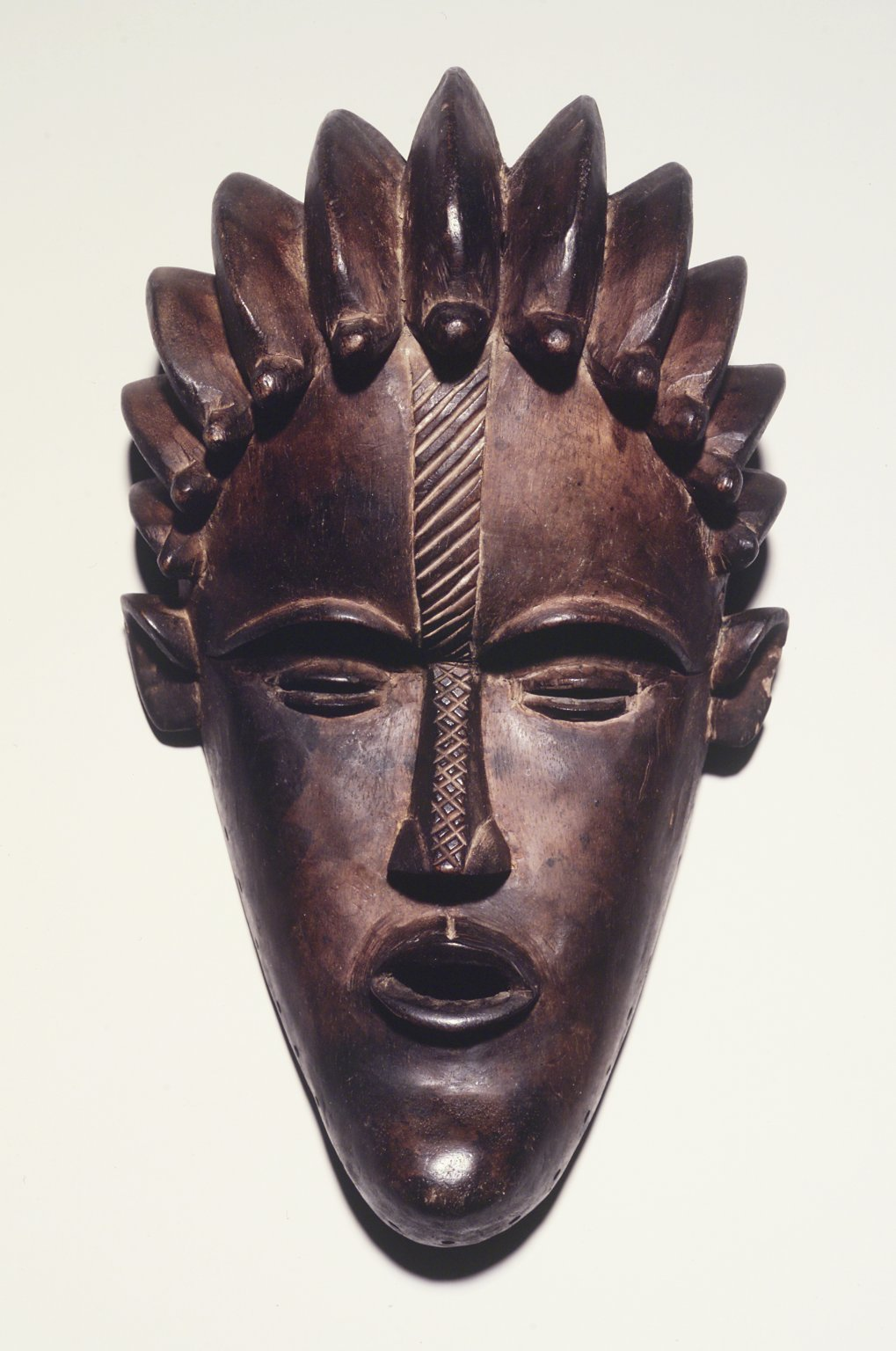
Masque facial